# Thomas Lejdström
Thomas Lejdström, né le 31 mai 1962 à Vasteras, est un nageur suédois.

## Carrière
Thomas Lejdström participe aux Jeux olympiques d'été de 1984 à Los Angeles et remporte la médaille de bronze dans l'épreuve du 4 × 100 m nage libre avec Bengt Baron, Mikael Örn et Per Johansson.

### Championnats d'Europe
- Championnats d'Europe 1981 à Split (Yougoslavie) :
  -  Médaille de bronze du 200 m nage libre.
  -  Médaille de bronze du relais 4 × 200 m nage libre.
- Championnats d'Europe 1983 à Rome (Italie) :
  -  Médaille d'argent du relais 4 × 100 m nage libre.